# Lissonotus rugosus
Lissonotus rugosus là một loài bọ cánh cứng trong họ Cerambycidae.